# 夢の続き (竹内まりやの曲)
「夢の続き」（ゆめのつづき）は、竹内まりやの15枚目のシングル。アルバム『REQUEST』からの先行シングルとして1987年7月25日にアルファ・ムーン（MOON RECORDS）から発売された。同年公開の東宝映画『ハワイアン・ドリーム』の主題歌として書き下ろされた。

## 解説
レコーディングは1987年当時、芝浦にあったスマイル・ガレージというスタジオで徹夜で行なわれ、1984年の12枚目のシングル「PLASTIC LOVE」にも通じるクールでダンサブルな曲調に仕上がっている。
B面の「元気を出して」は、1988年に17枚目のシングルのA面としてリカットされたが、B面には「OH NO, OH YES!」が収録された。

## 収録曲
| 全作詞・作曲: 竹内まりや、全編曲: 山下達郎。 |                  |            |            |      |
| #                                            | タイトル         | 作詞       | 作曲・編曲 | 時間 |
| A.                                           | 「夢の続き」     | 竹内まりや | 竹内まりや | 5:21 |
| B.                                           | 「元気を出して」 | 竹内まりや | 竹内まりや | 4:47 |
| 合計時間:                                    | 合計時間:        | 10:08      |            |      |

## 参加ミュージシャン
夢の続き
- 山下達郎  –  Computer Programming, Drum Programming, Synthesizer Operation, Electric Guitar, Keyboards, Glocken, Percussion & Background Vocals
- 数原晋  –  Trumpet
- JAKE H. CONCEPCION  –  Alto Sax, Tenor Sax & Baritone Sax

元気を出して
- 山下達郎  –  Acounstic Guitar, Hammond Organ, Percussion & Backgound Vocals
- 青山純  –  Drums
- 伊藤広規  –  Electric Bass
- 佐藤博  –  Acoustic Piano
- 浜口茂外也  –  Percussion
- 薬師丸ひろ子  –  Background Vocals

## 夢の続き ('89 Remix)
2年後の1989年9月に「夢の続き ('89 Remix)」というタイトルでリミックス・バージョンが発売された。
アルバム『REQUEST』が1992年にリマスタリングされて再発売された際、「夢の続き」はこちらに差し替えられた。
編曲担当の山下達郎によると、最初のオリジナル・バージョンでは、締め切りに迫られてミックスダウンに若干の不満があり、1989年の8cmCDでの発売に際してミックスをやり直したという。しかし今ではリマスタリング技術の向上により、最初のオリジナルに対する不満はあまり気にならなくなったと語っている。
なお、カップリングの「PLASTIC LOVE (Extended Club Mix)」の方は、1985年3月発売の「PLASTIC LOVE」の12インチシングル・バージョン。当時流行していたクラブ・ミックスで、この頃に出回ったばかりのサンプリング・マシンで制作されたもの。

### 収録曲
| 全作詞・作曲: 竹内まりや、全編曲: 山下達郎。 |                                      |            |            |      |
| #                                            | タイトル                             | 作詞       | 作曲・編曲 | 時間 |
| A.                                           | 「夢の続き ('89 Remix)」             | 竹内まりや | 竹内まりや | 5:23 |
| B.                                           | 「PLASTIC LOVE (Extended Club Mix)」 | 竹内まりや | 竹内まりや | 9:18 |
| 合計時間:                                    | 合計時間:                            | 14:41      |            |      |

## 収録アルバム
- 『REQUEST』（1987年）
- 『ハワイアン・ドリーム サウンドトラック』（1987年）
- 『REQUEST 30th Anniversary Edition』（2017年） - オリジナル・バージョンとリミックス・バージョンの両方を収録
- 『Turntable』（2019年） - リミックス・バージョンを収録

## 参考資料
- 『REQUEST 30th Anniversary Edition』（ライナーノーツ）竹内まりや、MOON RECORDS、2017年11月。WPCL 12756。 – 初盤は1987年8月
- 『VARIETY 30th Anniversary Edition』（ライナーノーツ）竹内まりや、MOON RECORDS/ワーナーミュージック・ジャパン、2014年11月。WPCL 12007。 – 初盤は1984年4月
- 『Turntable』（ライナーノーツ）竹内まりや、MOON RECORDS/ワーナーミュージック・ジャパン、2019年9月。WPCL 13077,13078,13079。